# Андреолли, Марко
Ма́рко Андрео́лли (итал. Marco Andreolli; 10 июня 1986, Понте-дель-Олио, Италия) — итальянский футболист, игравший на позиции центрального защитника.

## Карьера
Марко Андреолли начал карьеру в клубе «Интернационале» в сезоне 2004/05, дебютировав в команде в мае 2005 года в матче с «Реджиной». Он сыграл за «Интер» 13 игр в чемпионате, Кубке Италии и Лиге чемпионов и забил 1 гол (29 ноября 2006 года на 6-й минуте матча Кубка Италии с «Мессиной»). В июле 2007 года Андреолли перешёл в «Рому», за 3 млн евро и 50 % прав, как часть цены, заплаченной «Интером» за покупку Кристиана Киву. Однако Андреолли получил травму спины в предсезонный период и не смог дебютировать в команде.
В январе 2008 года Андреолли, на правах аренды, перешёл в клуб серии В «Виченца». Через 3 минуты после его дебюта в клубе, Андреолли покинул поле из-за травмы. После восстановления, Андреолли смог стать игроком основы клуба, но затем на 11-й минуте матча с «Кьево» Андреолли забил гол в свои ворота. После этого матча он потерял место в составе. По окончании сезона, Андреолли вернулся в «Рому», которая выкупила оставшуюся часть прав на игрока. В 2008 году Андреолли был арендован клубом «Сассуоло», в составе которого забил в первом же своём матче гол. Летом 2009 года Андреолли вернулся в «Рому». Он дебютировал в команде 6 августа в матче Лиги Европы против клуба «Гент». 22 октября он забил первый гол в составе «джалоросси», поразив ворота «Фулхэма».
24 августа 2010 года Андреолли перешёл из «Ромы» в «Кьево».
Летом 2013 года вернулся в «Интернационале». В сезоне 2016/17 провел 7 матчей, забил 1 гол.
7 июля 2017 года на правах свободного агента подписал контракт с «Кальяри».

## Достижения
Интернационале
- Чемпион Италии: 2006, 2007
- Обладатель Кубка Италии: 2005, 2006
- Обладатель Суперкубка Италии: 2005, 2006

Рома
- Обладатель Суперкубка Италии: 2007

Севилья
- Лиги Европы УЕФА: 2015/16